# Batalla de Great Meadows
La batalla de Great Meadows, també coneguda com a batalla de Fort Necessity, va ser una batalla de la Guerra Franco-índia que es va desenvolupar el 3 de juliol de 1754 a l'oest de l'estat de Pennsilvània. És considerada, juntament amb la batalla de Jumonville Glen, com l'inici de la guerra que aviat es va estendre a Europa, on es va conèixer com a Guerra dels Set Anys. Aquesta batalla va portar a l'única rendició de George Washington en la seva vida militar.

## Context històric
Aquesta batalla, juntament amb la Jumonville Glen, va ser el resultat de diversos anys de disputes frontereres entre la Gran Bretanya i França en els seus imperis nord-americans. Aquests conflictes es van centrar sobretot en l'anomenat Ohio Country, que abasta els actuals estats d'Ohio, Pennsilvània i Virgínia Occidental.

## Batalla de Jumonville Glen
El 1754 es van acabar de tensar les relacions. Els francesos van expulsar a la guarnició atrinxerada en un fort a Ohio Country. El governador de Virgínia havia enviat allà a George Washington, el qual no va arribar a temps. Per això va decidir desplaçar-se al sud per intentar fortificar-se allà. No obstant això els francesos havien construït allà el Fort Duquesne, per la qual cosa, intentant evitar el conflicte, el governador francès va enviar a Joseph Coulon de Jumonville de Villiers per demanar a Washington que abandonés la zona. No obstant això, aquest no va donar temps als francesos a demanar-li que fos i els va atacar. Va aconseguir una important victòria, en què va morir Villiers.

## Construcció del fort

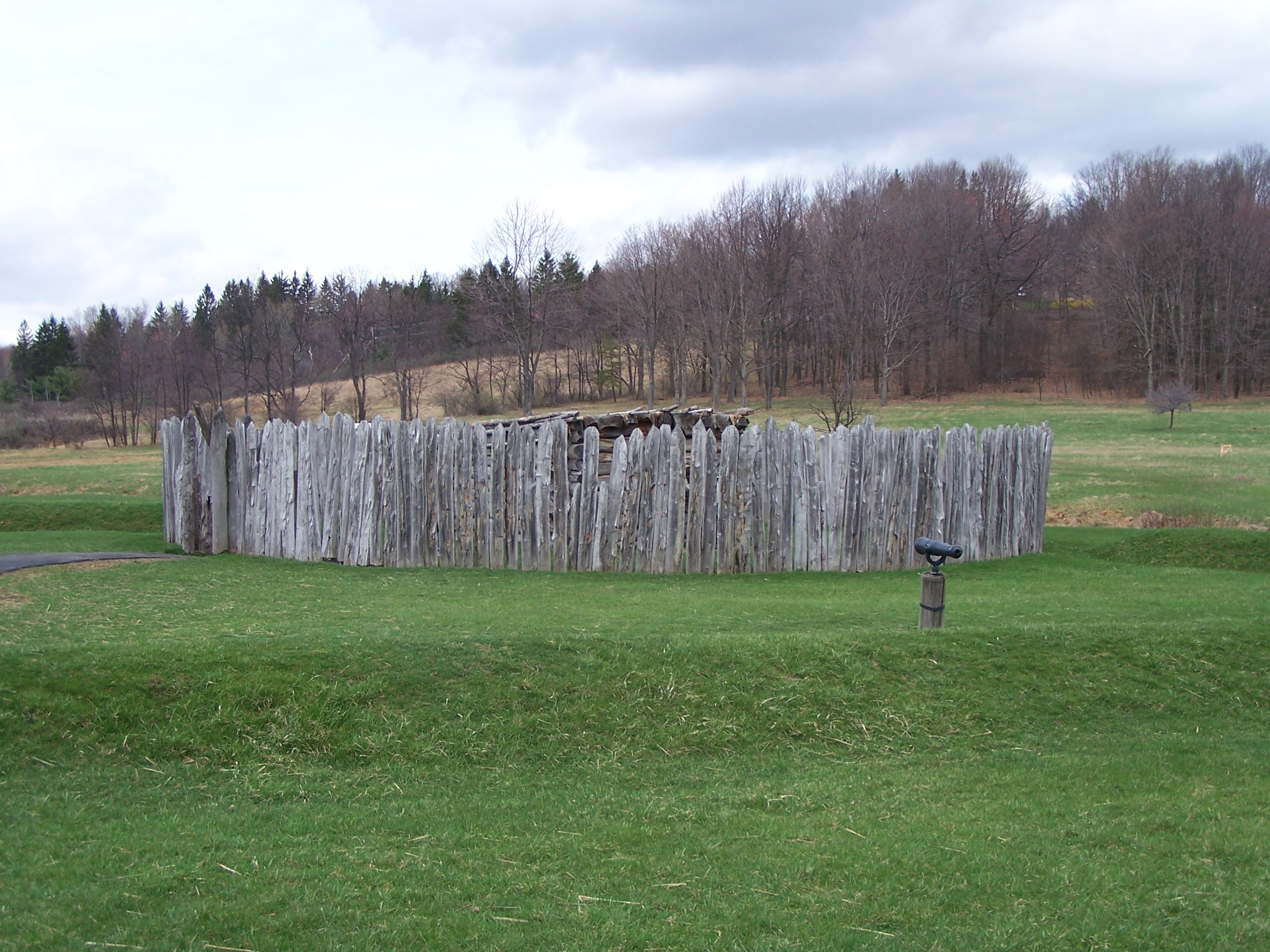
Reconstrucció de Fort Necessity

George Washington es va allunyar de Jumonville Glen cap a Great Meadows sense atacar Fort Duquesne. Allà va preparar el contraatac francès. Va ordenar la construcció d'una palissada, a la qual ell va anomenar Fort Necessity. Va triar Great Meadows perquè va considerar que el lloc els donaria avantatge als anglesos a causa dels grans espais oberts al voltant del fort. No obstant això no va tenir en compte que estava construït en una fondalada i sobreestimant la distància als arbres.
El 14 de juny va rebre 100 reforços comandats per James Mackay, que va provocar més problemes que ajuda. Mackay i Washington de seguida es van embrancar en una disputa sobre el govern de la guarnició. Tot i que el rang de Mackay era inferior al de Washington, que en aquell moment ja era tinent coronel, però el primer pertanyia a l'Exèrcit britànic, mentre que el segon a la milícia colonial. Mackay es va negar a rebre ordres de Washington, per la qual cosa va acabar establint-se a un altre campament, encara que al final van arribar a un acord per compartir el poder. Aquesta divisió va ser un gran problema en la batalla que aviat es produiria. Com a últim cop a la moral de la guarnició, estant allà van rebre la notícia que les tribus shawnee i lenapes s'havien aliat amb els francesos.

## Desenvolupament tàctic
El 28 de juny un grup de 600 francesos i més de 100 nadius aliats dels francesos van partir de Fort Duquesne per atacar els britànics. En aquest moment, part de la guarnició britànica havia estat enviada cap al nord, una zona difícilment defensable, de manera que Washington va decidir reunir totes les tropes que li quedaven en el fort. Va millorar les defenses i va construir impediments a l'avanç de l'enemic així que van tornar totes les tropes que havien marxat. Diversos aliats amerindis van considerar que la plaça era indefensable, de manera que van abandonar a Washington. Aquest també va considerar la retirada, però les seves tropes estaven massa cansades i serien assolides aviat pels francesos.
L'expedició francesa estava liderada per Louis Coulon de Villiers, germà de Joseph Coulon de Jumonville de Villiers, a qui Tanacharison, líder dels seneca, havia matat després de la batalla de Jumoville Glen. Villiers considerava que la mort del seu germà era un assassinat a sang freda, de manera que estava molt furiós. Aquest odi es va incrementar en descobrir que els anglesos no havien enterrat els morts francesos a la batalla d'uns mesos abans.
Poc abans del migdia del 3 de juliol, la columna francesa va arribar a Great Meadows i ràpidament van començar un fort atac. L'error a la decisió de Washington a l'hora de triar l'emplaçament del fort es va fer evident ràpidament en rebre uns danys desastrosos. Els francesos van aconseguir refugiar-se darrere els arbres i des d'allà disparar des d'una posició elevada. Els britànics aviat van començar a patir manca de municions, a la qual cosa es va unir una intensa pluja que aviat embarrat les defenses.
A la tarda Washington va acceptar que no hi havia esperança i a les 8 del vespre es va rendir als francesos. Les negociacions van ser complicades, ja que ni els oficials francesos parlaven anglès ni els anglesos parlaven francès. Només un colon holandès parlava prou anglès i francès com per mantenir una conversa bàsica. Els francesos li van presentar el document de rendició i Washington, encara que no sabia llegir francès, per no quedar com un inculte davant dels seus soldats, va signar el tractat sense saber que amb això es declarava totalment responsable de la mort de Joseph Coulon de Jumonvile. Aquesta clàusula gairebé va destruir la reputació de Washington en els anys posteriors, ja que els francesos el van fer servir com a propaganda contra els anglesos.
El fort va ser cedit als francesos el 4 de juliol i a la guarnició britànica se li va permetre retirar-se cap Maryland. Els francesos van retenir a dos presoners anglesos per assegurar-se que els britànics complien els termes del tractat de rendició. Villiers va cremar el campament i va tornar a Fort Duquesne. Washington va tornar a passar pel fort destruït un any després, a l'expedició Braddock.